# Dammskyddande kapsling Ex t
Dammskyddande kapsling är en vanlig utförandeform för elektrisk utrustning i explosiv dammatmosfär. Gällande standard är SS-EN 60079-31 i kombination med standarden för allmänna fordringar SS-EN 60079-0. På engelska kallas utförandet dust ignition protection by enclosure "t". 
Utförandeformen ger skydd genom att delar som kan antända en explosiv atmosfär är inneslutna i en kapsling som är dammtät i tillräcklig grad och vars yttemperatur, även vid dammlager, är tillräckligt låg för att inte antända dammatmosfär eller dammlager. Inuti kapslingen kan det finnas utrustning som vid normal drift ger upphov till gnistor och/eller höga yttemperaturer. Ett finkornigt damm ställer högre krav på kapslingens dammtäthet. För elektriska utrustningar innebär det en väsentlig tillkommande risk om dammet dessutom är ledande så att även små mängder som kommer in i utrustningen kan medföra risk för interna överledningar eller kortslutningar. 

## Användning
Utförandeformen Ext används bland annat för elmotorer, manöverlådor, strömbrytare, elcentraler, eluttag, belysningsarmaturer och elradiatorer.

### Olika dammgrupper
Damm indelas efter hur finkornigt och hur ledande det är i grupp IIIA, IIB och IIIC.  
- Damm av grupp IIIA med nominell diameter större än 0,5 mm.
- Damm av grupp IIIB med nominell diameter upp till och med 0,5 mm.
- Damm av grupp IIIC med nominell diameter upp till och med 0,5 mm och ledande (elektrisk resistivitet upp till och med 103 Ωm).

### Skyddsnivåer för olika zoner
Områden indelas efter hur ofta och hur länge de bedöms kunna ha explosiv dammatmosfär i zonerna 20, 21 och 22, där 20 är farligast. Högre krav ställs där risken kan förekomma mer frekvent eller långvarigt. 
- Utförande Ex ta (ATEX utrustningskategori 1D) för zon 20, 21 och 22.
- Utförande Ex tb (ATEX utrustningskategori 2D) för zon 21 och 22.
- Utförande Ex tc (ATEX utrustningskategori 3D) för zon 22.

### Utrustning för olika dammgrupper
Utrustning indelas i grupp IIIA, IIB och IIIC.  
- Utrustningsgrupp IIIA får användas i område klassat IIIA.
- Utrustningsgrupp IIIB får användas i område klassat IIIA och IIIB.
- Utrustningsgrupp IIIC får användas i område klassat IIIA, IIIB och IIIC.

### Antändning genom het yta
Den högsta yttemperaturen, vid fel enligt krav för skyddsnivå, som kan uppstå på kapslingens utsida bestämmer utrustningens angivna yttemperatur vid dammfria förhållanden.   
För dammatmosfärer får denna enligt installationsstandard SS-EN 60079-14 (SEK handbok 427) vara högst 2/3 av lägsta tändtemperaturen för dammatmosfären (TCL).   
Vid dammlager upp till 5 mm ovanpå kapslingen ska högsta yttemperatur (dammfritt) vara minst 75 grader lägre än lägsta tändtemperatur för ett 5 mm dammlager (T5 mm).   
Vid dammlager 5-50 mm ovanpå kapslingen tillämpas en successivt stigande säkerhetsmarginal till T5 mm enligt kurvor i installationsstandarden. Om T5 mm understiger 250 °C ska utrustningen provas i laboratorium.    
Då även damm finns vid sidan av eller under kapslingen eller om dammtjockleken överstiger 50 mm kan det krävas en mycket lägre yttemperatur. Utrustningar ska då märkas med högsta tillåtna yttemperatur TL med referens till skiktets tjocklek, L. Den högsta yttemperaturen TL ska med minst 75 °C understiga lägsta tändtemperaturen för ett dammlager med skikttjockleken L.   

## Köp av standard
Elstandard kan köpas av SEK Svensk Elstandard och av Svenska institutet för standarder, SIS. Standarden hanteras av SEK:s tekniska kommitté TK31.